# Fernamt Berlin
Das ehemalige Fernamt Berlin, postintern: Fernsprechamt W 57, in der Winterfeldtstraße 19/21/23 im Berliner Ortsteil Schöneberg ist ein gelistetes Baudenkmal. Der 1929 fertiggestellte Gebäudekomplex war von der Deutschen Reichspost als zentrale Handvermittlung für die Telefon-Fernverbindungen errichtet worden.
Das Fernamt wurde Mitte 1958 zum Fernmeldeamt 1 Berlin und beherbergt heute u. a. die Telekom Innovation Arena mit Start-up-Unternehmen, die von der Deutschen Telekom gefördert werden. Das dazugehörige hub:raum Café ist werktags (außer Samstag) auch öffentlich zugänglich.

## Lage
Rund 150 m östlich des Winterfeldtplatzes befindet sich der weitläufige Komplex des ehemaligen Fernamtes auf der südlichen Seite der Winterfeldtstraße. Östlich davon liegt der zum „Pallasseum“ gehörende Lilli-Flora-Park (früher: Pallaspark).

## Geschichte

1922: Telefonistinnen einer Bell-Vermittlungsstelle (USA)

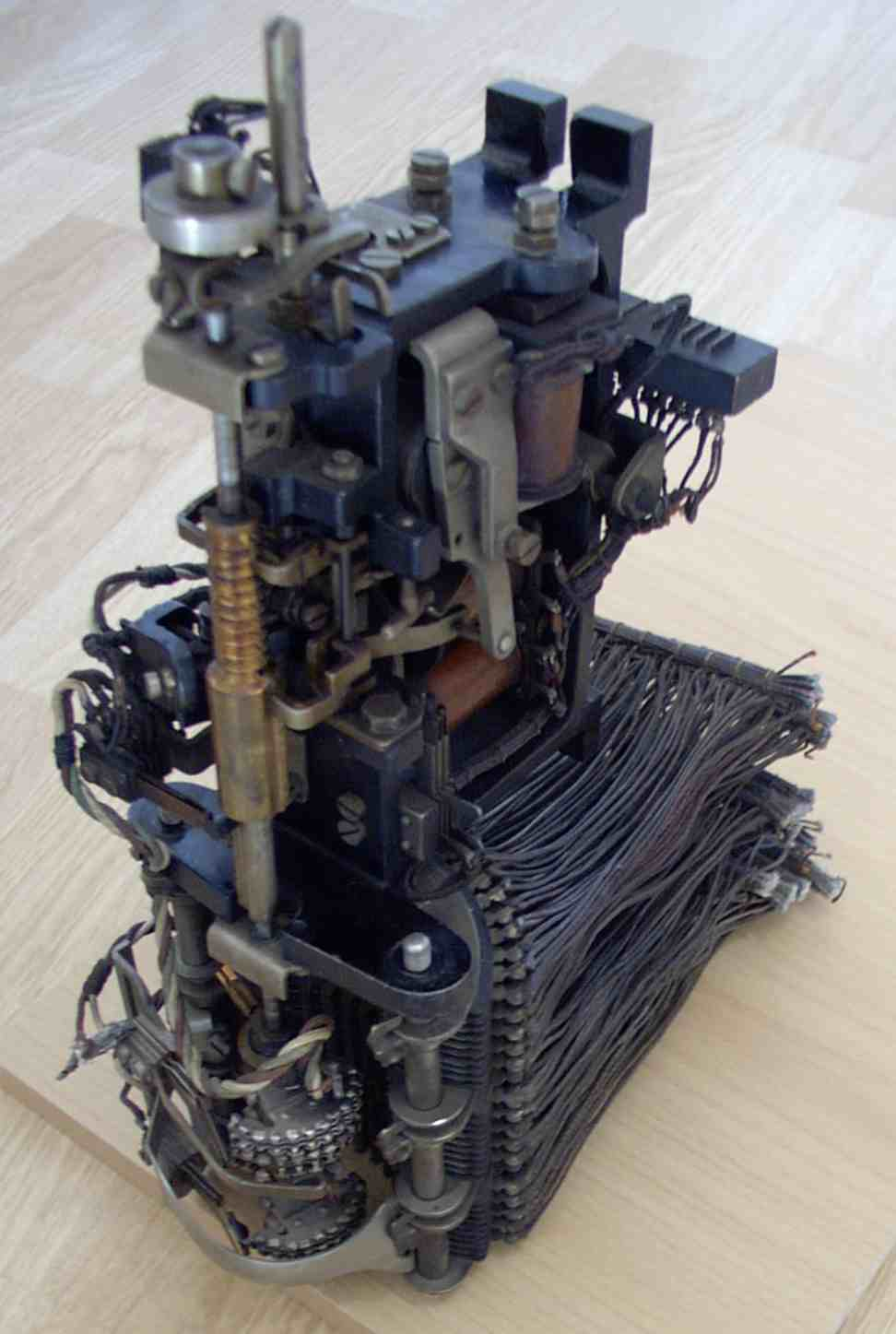
Hebdrehwähler

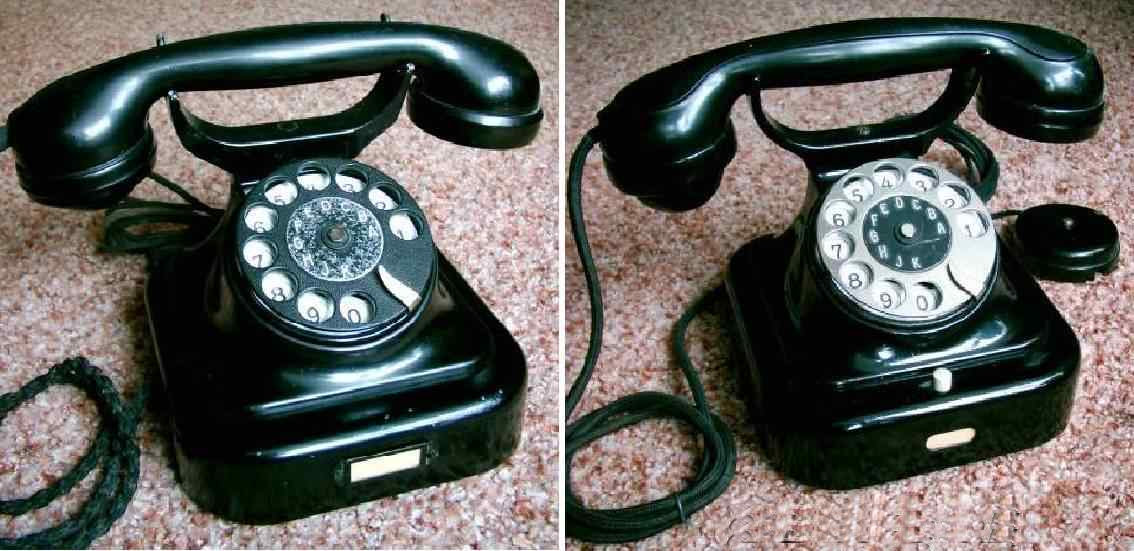
Tischfernsprecher W 28 für Selbstwahl

### Überblick
Zu Beginn der 1920er Jahre kaufte die Oberpostdirektion Berlin das Flurstück Winterfeldtstraße 28–30, damals noch im Bezirk Tiergarten gelegen. Das Areal war 1763 als „Klee-Garthen“ verzeichnet und mit dem alten Botanischen Garten verbunden, dem heutigen Heinrich-von-Kleist-Park. Es gehört seit 1938 zu Schöneberg; ab ca. 1963 hat das Grundstück die Hausnummern 19/21/23. Die Postanschrift lautet: Winterfeldtstraße 21, 10781 Berlin.
Zwischen 1922 und 1929 wurde – in direkter Nachbarschaft zum (1973 abgerissenen) Sportpalast – in zwei Bauabschnitten die seinerzeit größte Vermittlungsstelle Europas für Telefonie (damals: „Fernsprechen“ genannt) gebaut. Das Fernamt Berlin wurde nach Plänen von Otto Spalding und Kurt Kuhlow mit kreuzförmigem Grundriss und vier Innenhöfen gebaut. Die 90 m lange Straßenfront ist im Stil des Backsteinexpressionismus mit rotbraunem Klinker verblendet.
Das bis dahin aufwendigste Postgebäude der Stadt kostete 6,2 Millionen Reichsmark (kaufkraftbereinigt in heutiger Währung: rund 26,5 Millionen Euro). Es war damit teurer als die im selben Jahrzehnt errichteten Gebäude des Reichspostzentralamts (Ringbahnstraße in Tempelhof), die Oberpostdirektion (Dernburgstraße in Charlottenburg) oder auch das Postamt SO 36 an der Skalitzer Straße in Kreuzberg.

### Von der Inbetriebnahme bis zum Ende des Zweiten Weltkriegs
Bei der Inbetriebnahme am 18. Mai 1929 beherbergte der Bau mit zwölf je sieben Meter hohen Sälen, die anfangs nur zur Hälfte belegt waren, neben der Handvermittlung („Fräulein vom Amt“) für die Telefon- und (später) Fernschreibverbindungen noch die Telefonauskunft sowie eine elektromechanische Ortsvermittlung mit Hebdrehwählern für die Selbstwahl. Im Gebäude befand sich auch eine Rohrpoststelle. Im Jahr 1932 waren im Fernamt 1140 Frauen und nur 17 Männer beschäftigt. In jedem Saal waren bis zu 240 Personen tätig. In der Winterfeldtstraße übernahm ab 1930 ein sogenanntes „Schnellamt“ die Vermittlung in die Berliner Vororte, wie Werder (Havel), Strausberg, Oranienburg oder Zossen. In Wünsdorf bei Zossen errichtete die Reichspost im Auftrag des Oberkommandos des Heeres die Nachrichtenzentrale „Zeppelin“. Die im Mai 1939 fertiggestellte Anlage war der wichtigste Fernmeldeknoten im Verbindungssystem der Wehrmacht während des Zweiten Weltkriegs. Für das Oberkommando der Kriegsmarine (OKM) gab es in Bernau ab 1943 den Bunker mit dem Decknamen Lager Koralle. Verbindungen von und zu diesen Einrichtungen nahmen ihren Weg meist über das Berliner Fernamt.
Im Bereich von Groß-Berlin waren 1925 noch 41 Handvermittlungen – jede mit jeder verbunden – in Betrieb. Die Umstellung auf Selbstwählbetrieb hatte aber bereits begonnen und die noch verbliebenen Bereiche wurden in der ersten Hälfte der 1930er Jahre automatisiert. Anfangs erhielten die Vermittlungsstellen noch alphanumerische Bezeichnungen, ergänzt durch den Amtsnamen. Beispielsweise wurde aus der Handvermittlung „Kurfürst“ in Tiergarten zunächst das Selbstanschlußamt „B1 Kurfürst“ und schließlich die Ortsvermittlungsstelle (OVSt) 21. Sofern bei den damals rund 300.000 Fernsprechteilnehmern nicht bereits vorhanden, erhielten alle Anschlüsse neue Telefone mit Wählscheibe oder diese wurde in die vorhandenen Apparate eingebaut. Am 15. März 1936, rechtzeitig vor Beginn der Olympischen Sommerspiele im August, war die Automatisierung aller Berliner Telefonanschlüsse abgeschlossen. Während der Olympischen Spiele steuerte eine Zentrale in der Winterfeldtstraße den technischen Ablauf der Rundfunkreportagen von den Wettkampfstätten zu den in- und ausländischen Rundfunkanstalten.
Im Jahr 1935 nahm die Reichspost im Fernamt das erste – noch im Lichttonverfahren arbeitende – Zeitansagegerät von Siemens & Halske, die „Eiserne Jungfrau“, zunächst versuchsweise in Betrieb. Die Einwohnerzahl Berlins betrug 1939 mehr als 4,3 Millionen Menschen und jeder zehnte davon besaß ein Telefon.
Während des Zweiten Weltkriegs hatte die zentrale Fernvermittlung des Berliner Telefon- und Fernschreibnetzes auch für die Kommunikation der Dienststellen von Wehrmacht und Reichsregierung eine große Bedeutung; die Belegschaft stieg auf 4700 Personen an. Zum Schutz vor den alliierten Luftangriffen sollten wichtige technische Einrichtungen daher in den nicht weit entfernten Hochbunker Pallasstraße verlegt werden. Der ab 1943 von Zwangsarbeitern gebaute Bunker wurde jedoch nicht fertiggestellt. Das Fernamt Berlin überstand den Bombenkrieg und die Schlacht um Berlin ohne größere Schäden, bis nach der Einnahme am 28. April 1945 durch Truppen der Roten Armee rund 70 % der seinerzeit modernsten Vermittlungs- und Übertragungstechnik im damaligen Wert von rund 13 Millionen Reichsmark (kaufkraftbereinigt in heutiger Währung: rund 59 Millionen Euro) auf Anweisung der Sowjetischen Militäradministration in Deutschland (SMAD) demontiert und in die Sowjetunion verbracht wurden. Nach den Vereinbarungen von Jalta und Potsdam gehörte Schöneberg zum Amerikanischen Sektor und nach der Übergabe an die US-Truppen Anfang Juli 1945 war ein Weiterbetrieb zunächst nur eingeschränkt möglich.

### Nachkriegszeit

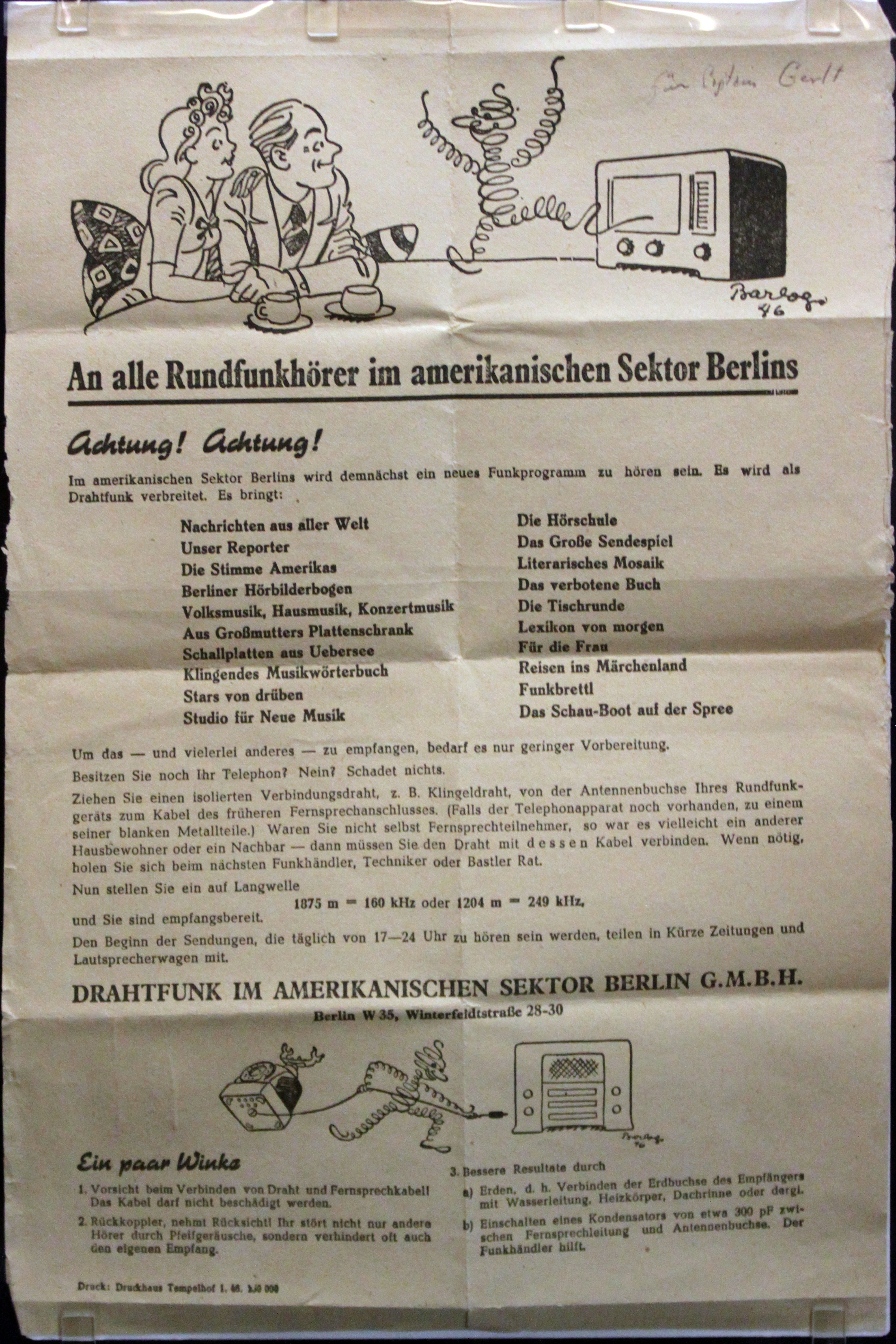
Januar 1946: Werbeblatt für den Drahtfunk „DIAS“

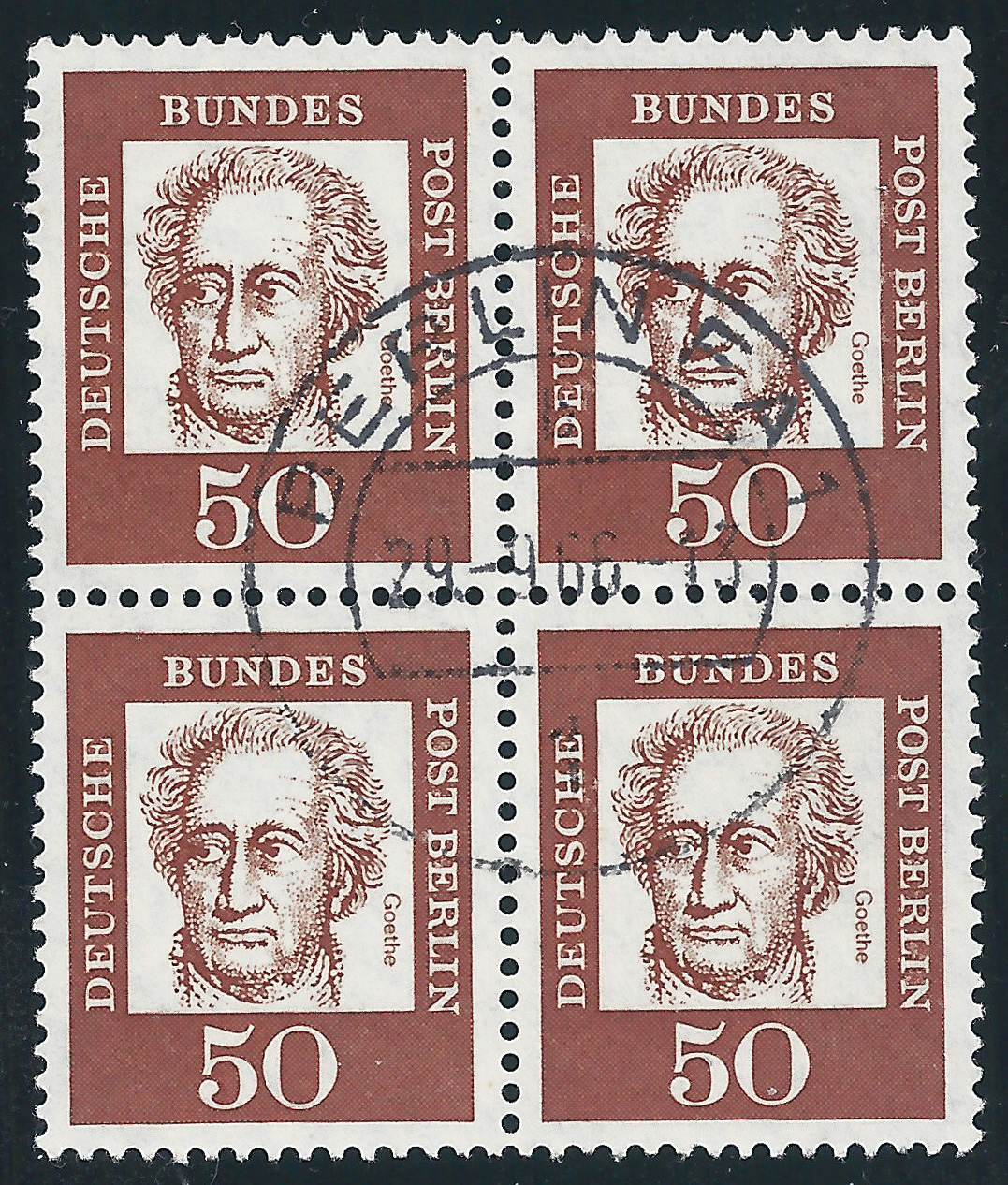
Das Gebäude verfügte über ein eigenes Postamt: „1 Berlin FA 1“

Aus dem Fernamt sendete ab dem 15. Februar 1946 der Drahtfunk im amerikanischen Sektor (DIAS), Vorgänger des RIAS Berlin. Der Beginn der Berlin-Blockade am 24. Juni 1948 erschwerte auch die Arbeit im Fernamt erheblich. Da sich das Haupttelegrafenamt in der Oranienburger Straße im Ostsektor der Stadt befand, mussten zusätzliche Einrichtungen für die Telegrafie (Telegramm und Fernschreiben) in der Winterfeldtstraße aufgebaut werden. Ab dem 13. April 1949 wurden von der sowjetzonalen Post (später: Deutsche Post, die DDR wurde erst am 7. Oktober 1949 gegründet) sämtliche Verbindungen vom Fernamt der Westsektoren, also der Winterfeldtstraße, in die Sowjetische Besatzungszone (SBZ) unterbrochen. Gespräche von West-Berlin in die SBZ konnten nur noch über Ämter in Westdeutschland hergestellt werden. Am 27. Mai 1952 unterbrach die DDR-Post alle 3910 Fernsprechleitungen zwischen den Westsektoren und Ost-Berlin, sodass keine direkten Anrufe mehr vom West- in den Ostteil der Stadt möglich waren. Ersatz für dringende Telefonate war der Eilbrief oder ein Telegramm. Dieser Zustand blieb fast 19 Jahre bestehen.
Im Verlauf des Jahres 1950 wurde in dem Gebäudekomplex Winterfeldtstraße zusätzlich das Funkamt untergebracht, das für alle Funkdienste (Richtfunkanlagen, mobiler Landfunkdienst, Funkmessdienst, Übertragungsstrecken für die Hörfunk- und Fernsehsendeanstalten sowie das Autotelefon) zuständig war. Alle drei Bereiche (Fernamt, Telegrafenamt und Funkamt) wurden am 1. Juli 1958 zum  Fernmeldeamt 1 Berlin (postintern: „Weitverkehrsamt“) zusammengefasst. Es war der im Frühjahr 1954 gegründeten Landespostdirektion Berlin (LPD) unterstellt.
Ebenfalls 1954 konnte West-Berlin aus dem Raum Köln und Bonn (die damalige Bundeshauptstadt) schon über den Selbstwählferndienst (SWFD), also ohne Handvermittlung, erreicht werden. Bereits zu dieser Zeit galt zwischen West-Berlin und dem Bundesgebiet ein ermäßigter Tarif. Eine zusätzliche Reduzierung war der Mitte 1974 eingeführte Mondscheintarif: ab 22 Uhr und den ganzen Sonntag über konnte für eine Gebühreneinheit (anfangs 21 Pfennig, später 23 Pfennig) 67,5 Sekunden lang gesprochen werden, was rund 78 % billiger war als tagsüber (15 Sekunden). Die Automatisierung der Fernverbindungen schritt schnell voran: 1959 konnten von West-Berlin Anschlüsse in Düsseldorf, Hamburg, Frankfurt am Main, Stuttgart und München per SWFD angewählt werden. Seinerzeit wurde eine Neuerung eingeführt: Nach Wahl, z. B. der Ortsnetzkennzahl (ONKz) ‚0311‘, meldete sich eine Frauenstimme mit: „Berlin – Berlin – Berlin …“. Diese (überflüssigen) Ansagen wurden ab dem 30. September 1963 wieder eingestellt. Ab 1964 waren auch die Bereiche Hannover und Nürnberg im SWFD zu erreichen.
Anfang der 1960er Jahre hatte West-Berlin rund 250.000 Telefonanschlüsse. Da fast 60.000 Antragsteller auf ein Telefon warteten, brachte auch der verstärkte Einsatz von Wählstern- und Gemeinschaftsumschaltern („Zweieranschluss“) nur wenig Linderung. Weil auch die Rufnummern knapp wurden, beschloss die Landespostdirektion ein umfangreiches Ausbauprogramm. 71 neue Vermittlungsstellen wurden gebaut und das Kabelnetz auf ein Vielfaches erweitert. Die Mehrzahl der Teilnehmer erhielt neue siebenstellige Rufnummern, die bald in den Telefonbüchern in spitzen Klammern erschienen. Diese „Spitzklammerzeit“ reichte bis in die 1970er Jahre. Am 22. Oktober 1969 war in West-Berlin der Übergang von der Handvermittlung zur vollautomatischem Inlandsfernwahl abgeschlossen und die Vermittlung in der Winterfeldtstraße war nur noch für Verbindungen ins Ausland nötig. Allerdings waren Anrufe in den Ostteil der Stadt immer noch nicht möglich.
Der direkte Telefonverkehr von West- nach Ost-Berlin wurde erst Anfang 1971 wieder aufgenommen. Am 31. Januar 1971 konnten die West-Berliner beim Fernmeldeamt 1 Berlin in der Winterfeldtstraße ab 6 Uhr morgens wieder handvermittelte Gespräche nach Ost-Berlin anmelden. Dazu standen nur fünf Leitungen zur Verfügung; weitere fünf gab es für die Gegenrichtung. Bereits um 8:42 Uhr mussten die Gesprächsvormerkungen gestoppt werden und eine Bandansage verkündete: „Heute sind leider keine Anmeldungen nach Ost-Berlin mehr möglich!“ Erst vier Jahre später konnte wieder per Selbstwahl von West- nach Ost-Berlin telefoniert werden.
Am 29. Juni 1973 wurde die Vorwahl ‚0311‘ in ‚030‘ verkürzt, da aufgrund einer internationalen Limitierung die Rufnummernlänge auf zwölf Stellen (Landeskennzahl ‚49‘ für die Bundesrepublik und West-Berlin, Ortsnetzkennzahl (Vorwahl) ohne die Verkehrsausscheidungsziffer ‚0‘ sowie die Nummer des Anschlusses) begrenzt war. Viele West-Berliner Großbetriebe hatten umfangreiche Nebenstellen-Telefonanlagen und damit konnten deren Durchwahlnummern auch achtstellig sein.

### Richtfunkverbindungen nach Westdeutschland

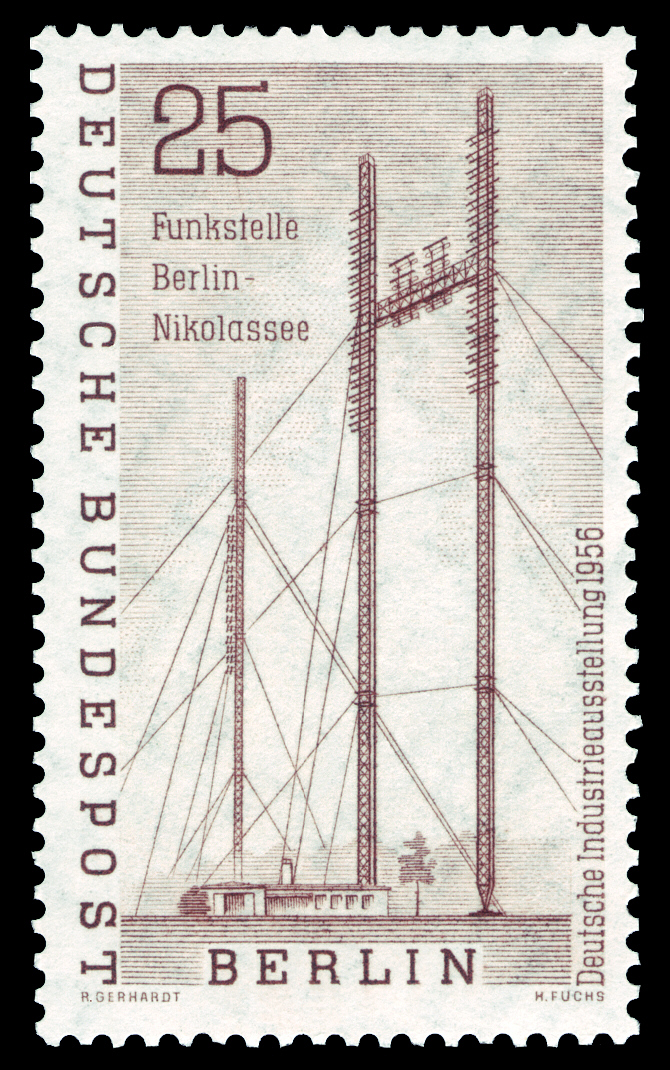
Funkstelle Berlin-Nikolassee auf einer Sondermarke aus dem Jahr 1956

Der beginnende Kalte Krieg mit der Berlin-Blockade 1948/1949 und der Teilung Deutschlands 1949 gaben zu der Befürchtung Anlass, dass die Sowjets die zum (West-)Fernamt Berlin führenden Leitungen von und nach Westdeutschland ganz trennen könnten. Daher wurden Lösungen erforscht, diese durch Richtfunkverbindungen zu ergänzen bzw. zu ersetzen. Dazu wurde das Fernamt mit Richtfunkstellen am Rande der Stadt verbunden. Bereits am 24. Dezember 1948 konnte eine erste Funkstrecke Berlin – Torfhaus/Oberharz in Betrieb genommen werden. Zur besseren Entkopplung waren die Sende- und Empfangsstellen der Funkstelle Berlin 1 räumlich getrennt: Die beiden 40 m hohen Stahlgittertürme für die „Tannenbaum-Antenne“ (Dipolwand) des Senders standen im Ortsteil Wannsee auf dem Dach des Hochbunkers Heckeshorn (später Funkstelle Berlin 7 bzw. Wannsee genannt) der ehemaligen Reichsluftschutzschule; zwei baugleiche Türme für die Dipolwand-Empfangsantenne wurden im Grunewald südwestlich des Olympiastadions auf einem nicht fertiggestellten Bau der während der NS-Zeit geplanten Wehrtechnischen Fakultät aufgestellt. Im Harz waren die Sende- und Empfangsstelle rund 600 m voneinander entfernt auf den Lerchenköpfen aufgebaut, einem zweikuppigen Höhenzug in Torfhaus. Anfangs waren so acht Telefonverbindungen über Funk möglich. Diese Zahl wurde später auf 45 erhöht, was aber immer noch völlig unzureichend war.
Daraufhin errichtete 1950/1951 die Abteilung für Post- und Fernmeldewesen des Magistrats von Berlin bzw. Senatsverwaltung für Post- und Fernmeldewesen (SVPF, eine Organisation Deutsche Bundespost Berlin gab es zu keiner Zeit. Hierzu siehe auch: Oberpostdirektion Berlin) für die Überhorizont-Richtfunkverbindung zum Bundesgebiet in der Nähe des Strandbades Wannsee die Funkstelle Nikolassee, die im Mai 1951 den Betrieb aufnahm. Diese Funkstelle Berlin 2 arbeitete mit der Gegenstation Funkstelle Höhbeck (später Richtfunkstelle Gartow genannt) im Landkreis Lüchow-Dannenberg. Im März 1959 folgte die Rifu Berlin 3 auf dem Schäferberg. Ihr 45 m hoher Stahlfachwerkturm trug zwei Parabolspiegel von je zehn Metern Durchmesser, die zur Station Torfhaus im Harz ausgerichtet waren, wo eine baugleiche Anlage aufgestellt worden war. Ab Mitte 1964 war der neue Fernmeldeturm Schäferberg Hauptknotenpunkt für die Verbindungen nach Westdeutschland in Richtung Gartow und (ab Mitte 1967) Torfhaus. Mitte der 1970er Jahre kam die im Norden Berlins in Frohnau gelegene Funkübertragungsstelle Berlin (West) 25 mit der Gegenstation FuÜSt Clenze 1 in der Nähe von Gartow dazu. Ab Mai 1980 war über den neuen 344 m hohen Mast der Richtfunkanlage Berlin-Frohnau und dem gleichhohen Mast Gartow 2 auf dem Höhbeck eine Quasi-Sichtverbindung realisiert, die störungsarme Verbindungen ermöglichte. Damit war der Vollausbau erreicht. Nach der deutschen Wiedervereinigung wurden die aufwendigen Funkverbindungen Mitte der 1990er Jahre durch Kabellinien ersetzt.

### Rundfunksender Berlin-Schöneberg

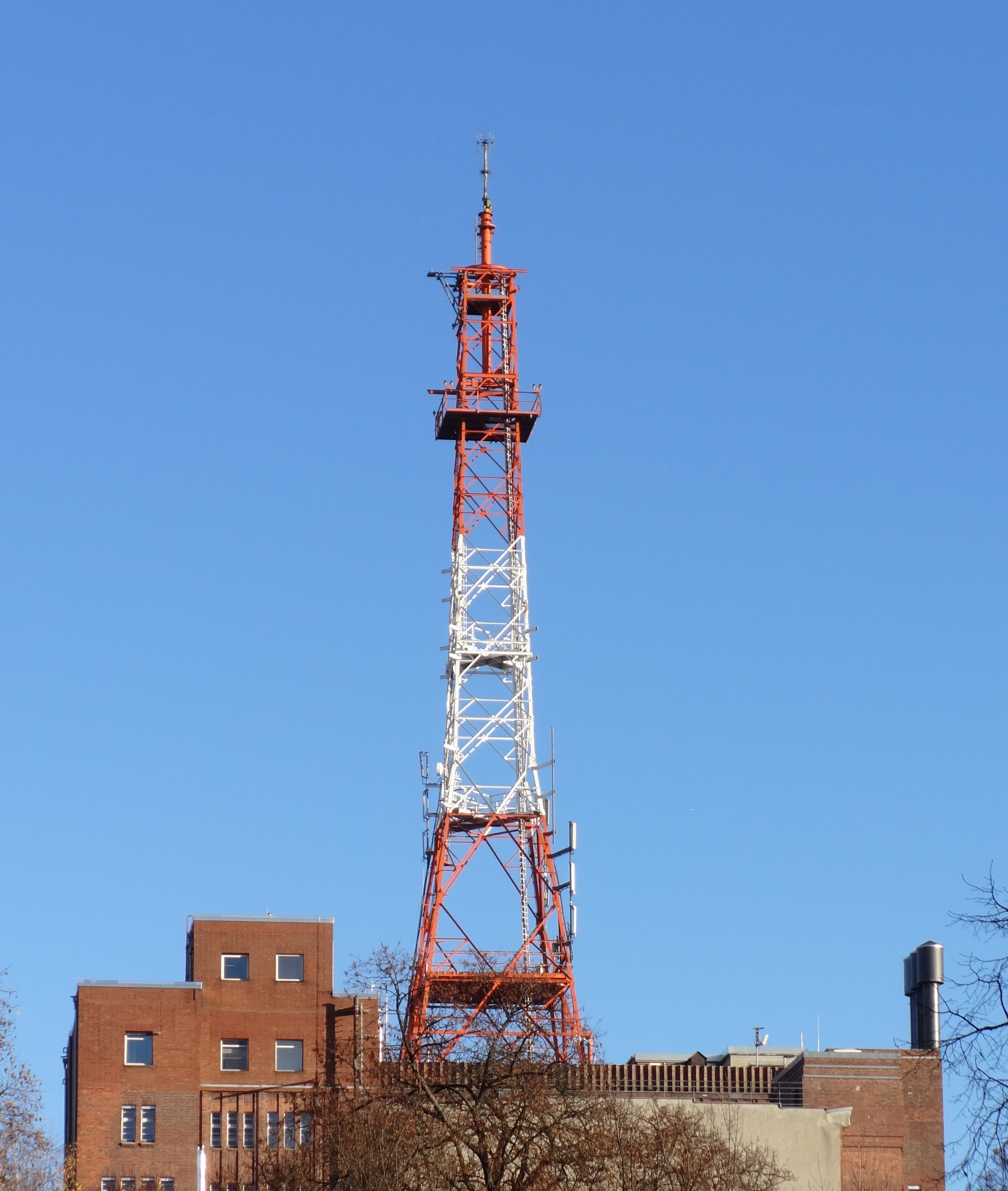
Stahlfachwerkturm mit Sendeantennen auf dem Dach des Gebäudes Winterfeldtstraße 21

Auf dem Gebäude befindet sich der Antennenträger des Senders Berlin-Schöneberg mit einer Gesamthöhe von 57 m, der seit der Inbetriebnahme am 19. Mai 2016 folgende Programme abstrahlt:
- 88vier (88,4 MHz, 200 W effektive Strahlungsleistung [effective radiated power, ERP])
- ALEX Radio (91,0 MHz, 400 W ERP)
- Radio France Internationale (96,7 MHz, 800 W ERP)
- Radio Golos Berlina 97.2 FM (97,2 MHz, 160 W ERP)
- KCRW Berlin (104,1 MHz, 630 W ERP, vorher: NPR Berlin). Aufgrund von Einnahmeausfällen durch die COVID-19-Pandemie stellte der Sender am 13. Dezember 2020 seinen Betrieb ein.[3]

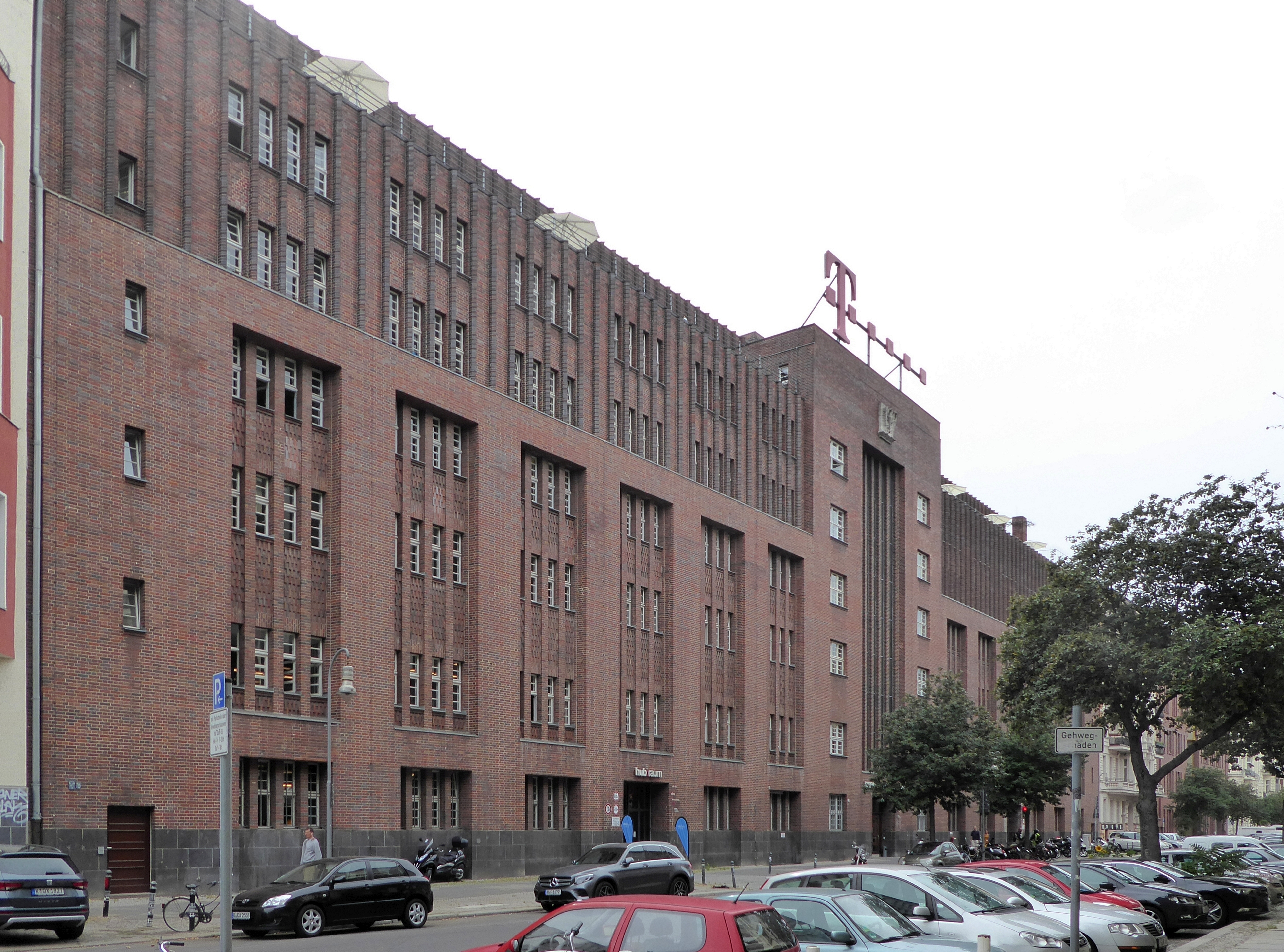
Telekom-Gebäude, August 2019
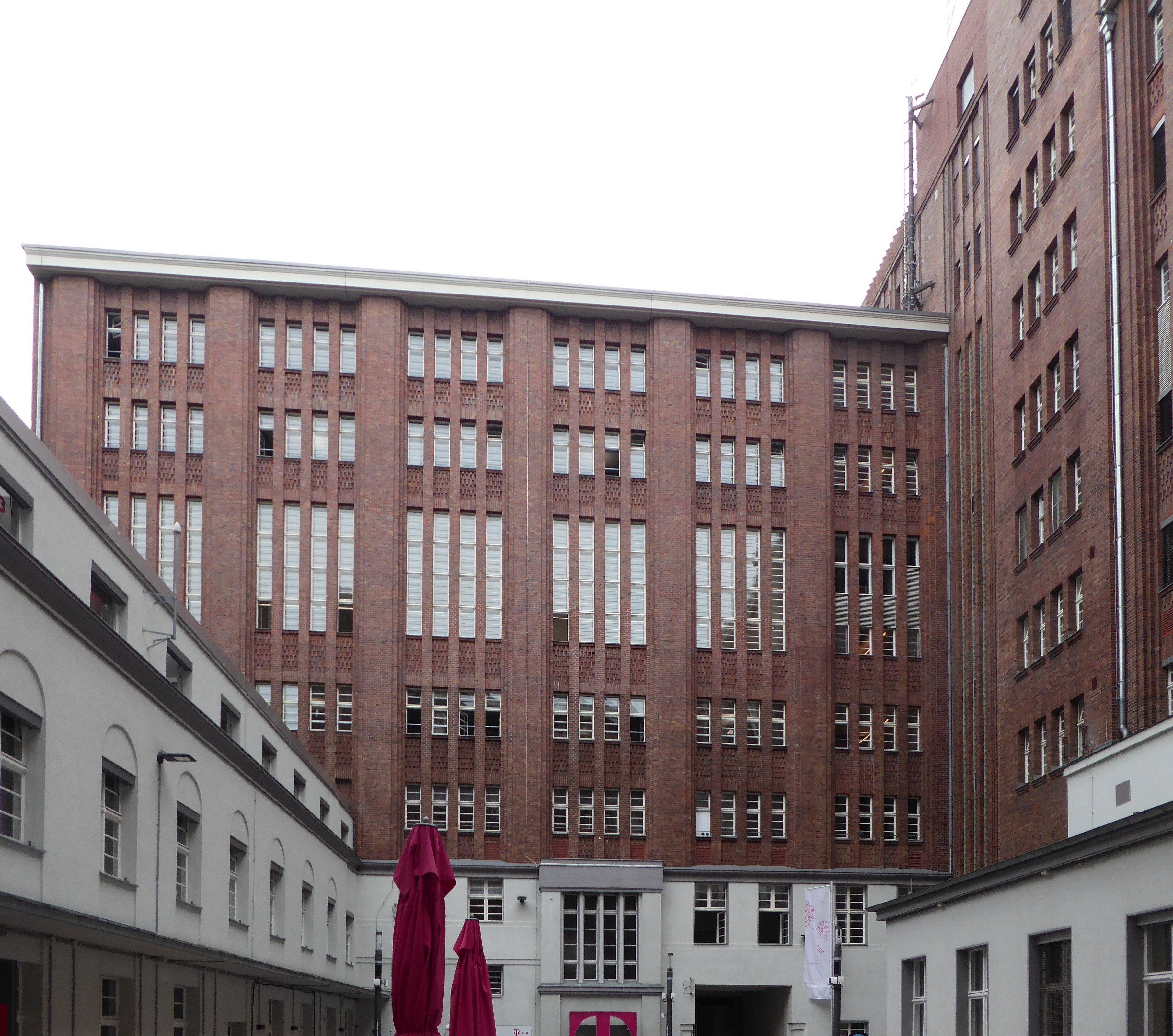
Innenhof
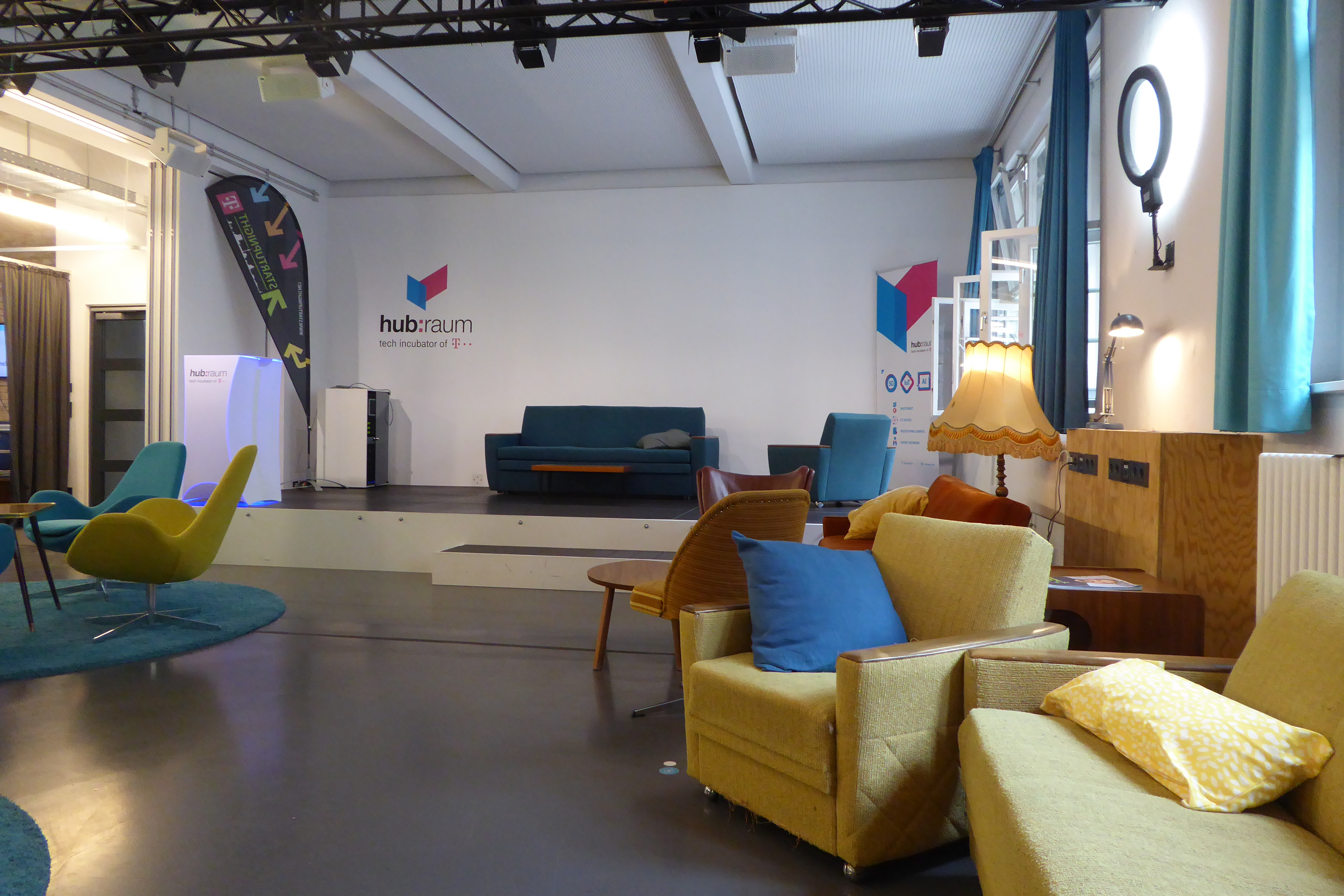
Öffentlich zugängliches hub:raum Café
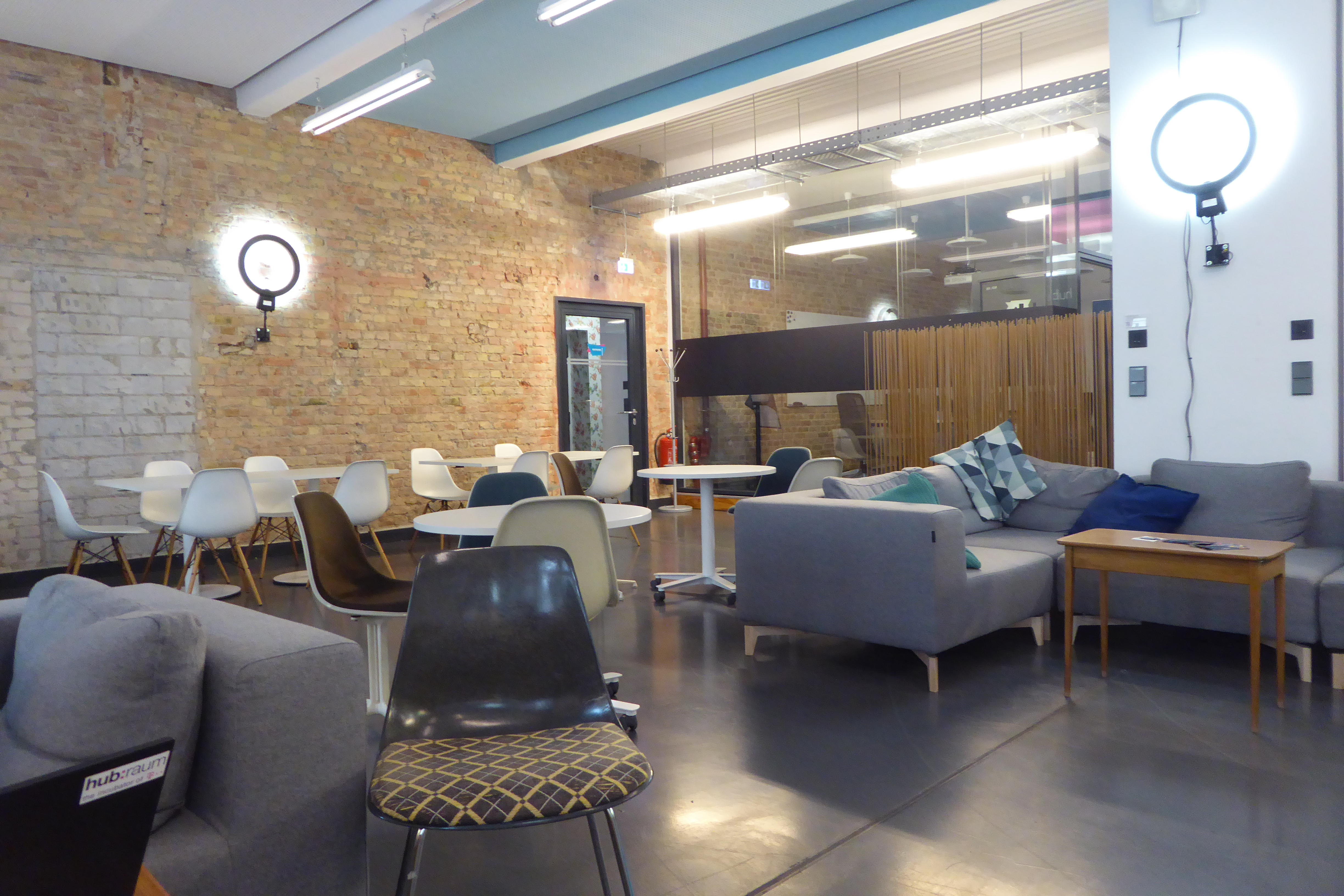
hub:raum Café